# Кристиано да Мата
Кристиано да Мата (на португалски: Cristiano da Matta) e бразилски автомобилен състезател от Формула 1, роден на 19 септември 1973 година в Бело Оризонти, Бразилия. Има 28 старта и тринадесет точки в световния шампионат.